# Maria Kofler

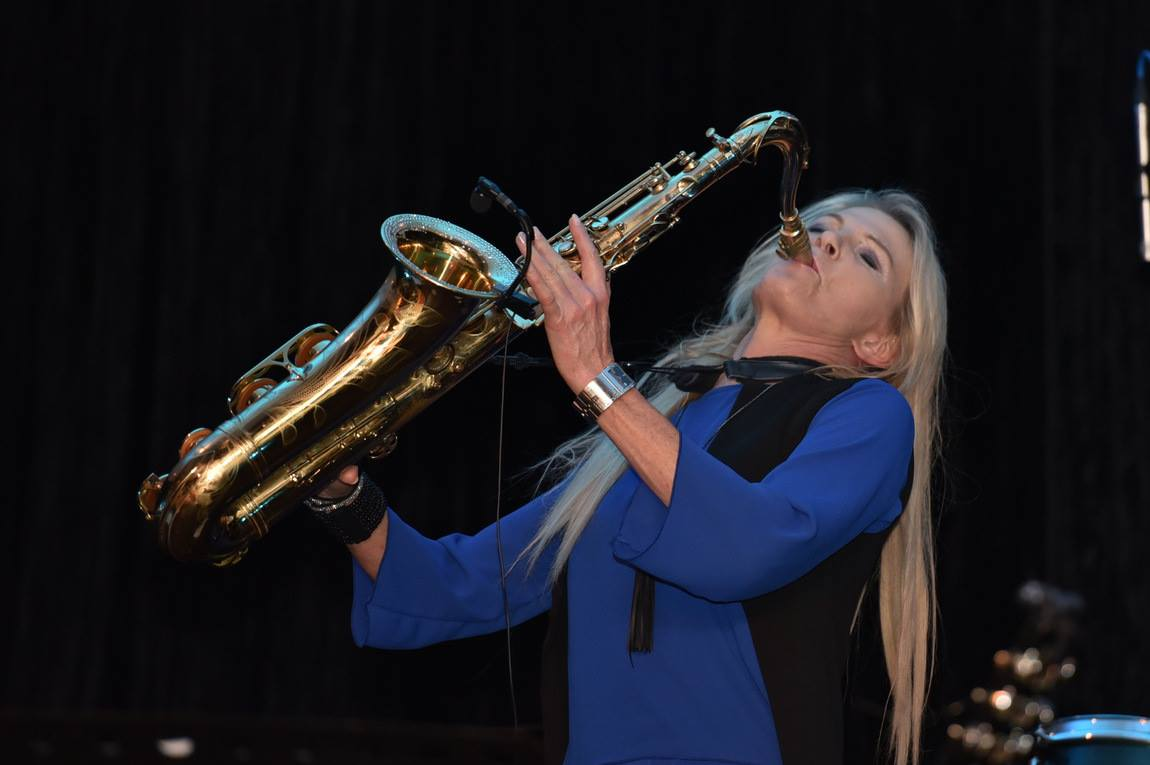
Maria Kofler

Maria Kofler ist eine österreichische Solokünstlerin und Multiinstrumentalistin.

## Werdegang
Nach der Musikschule Innsbruck (Flöte) besuchte Maria Kofler das Konservatorium in Innsbruck (Klarinette). Bereits während ihrer musikalischen Grundausbildung spielte Kofler in verschiedenen genreübergreifenden Ensembles und entdeckte das Saxofon für sich. In dieser Zeit entwickelte Maria Kofler ein Soloprojekt, in dessen Rahmen sie mit mehreren Blasinstrumenten (Saxofone Alt, Tenor, Bariton; Flöten Sopran, Alt, Bass; Klarinette) Jazz-, Pop- und Rock-Klassiker frei interpretiert und improvisiert. Zunächst war sie mit diesem Programm unter dem Namen „Maria Kofler mit Band in the Box“ unterwegs, im Jahr 2009 wurde das Projekt zur Veröffentlichung des ersten Tonträgers „sax 'n' more“ in „Maria Kofler sax 'n' more“ umbenannt. 2012 folgte der Tonträger „Have A Nice Day“.
Mit dem Projekt „sax 'n' more“ tritt Maria Kofler international auf, z. B. im Österreich-Haus des Österreichischen Olympischen Comités 2012 in London, 2014 in Sotschi und 2016 in Rio de Janeiro.
Parallel dazu stellte sie 2014 das „sax 'n' more Orchestra“ zusammen, mit dem sie auf Tournee ging. Aus dieser Konzertreihe entstand der Tonträger „Maria Kofler and the sax 'n' more Orchestra Live At UMIT Hall“. Seit 2015 lädt Kofler bei den „sax 'n' more nights“ bekannte und befreundete Musiker zu sich auf die Bühne und interpretiert mit ihnen gemeinsam Songs aus deren Programm. 2016 ist daraus auch ein Videomitschnitt mit Zabine Kapfinger entstanden, die mit Maria Kofler Hubert von Goiserns „Heast As Nit“ interpretierte.

## Diskografie
- 2009: Maria Kofler – sax 'n' more
- 2012: Maria Kofler – Have A Nice Day
- 2014: Music Was My First Love – The sax 'n' more Orchestra Live At UMIT Hal